# Collection of S.I.D-Sound 'The Winter Special'
Collection of S.I.D-Sound 'The Winter Special'는 2015년에 발매된 캐롤 음반이다. 다시 녹음한 기존의 캐롤 6곡과 신곡 2곡이 수록되었다. 신곡은 '내일 밤에 뭐해요'와 '그해 첫눈'이다.  텀블벅 후원자에게는 12월 22일에 카드USB로 악보 파일과 같이 발송되었다.

## 수록곡
1. 겨울요정
작곡:강민훈, 작사:BB
노래:보라
4분 53초
2. 내일 밤에 뭐해요
작곡:강민훈, 작사:강민훈
노래:헤이거 & 렌시
4분 09초
3. 겨울별
작곡:강민훈, 작사:BB
노래:Elika & 보라 & 헤이거
3분 37초
4. Holy Memories
작곡:강민훈, 작사:강민훈
노래:Elika
4분 06초
5. Tree Festival
작곡:이상용, 작사:BB
노래:Elika & 보라 & 렌시
4분 32초
6. 루돌프 캐롤
작곡:강민훈, 작사:강민훈
노래:보라 & 렌시 & 헤이거
3분 00초
7. Snow Cream
작곡:강민훈, 작사:강민훈
노래:Elika
4분 18초
8. 그해 첫눈
작곡:이상용, 작사:BB
노래:Elika & 보라 & 헤이거 & 렌시
4분 53초